# Dopheilantaarnspin
De Dopheilantaarnspin (Agroeca dentigera) is een spinnensoort in de taxonomische indeling van de bodemzakspinnen (Liocranidae). De spin leeft op de bodem en maakt geen web. Het dier komt uit het geslacht Agroeca. Agroeca dentigera werd in 1913 beschreven door Kulczynski.